# Balkova Lhota
Balkova Lhota là một làng thuộc huyện Tábor, vùng Jihočeský, Cộng hòa Séc.